# Даймонд-Біч (Нью-Джерсі)
Даймонд-Біч (англ. Diamond Beach) — переписна місцевість (CDP) в США, в окрузі Кейп-Мей штату Нью-Джерсі. Населення — 203 особи (2020).

## Географія
Даймонд-Біч розташований за координатами 38°57′32″ пн. ш. 74°51′7″ зх. д. / 38.95889° пн. ш. 74.85194° зх. д. (38.958852, -74.852009).  За даними Бюро перепису населення США в 2010 році переписна місцевість мала площу 0,41 км², уся площа — суходіл. В 2017 році площа становила 0,43 км², уся площа — суходіл.

### Клімат
| Клімат : Даймонд-Біч    | Клімат : Даймонд-Біч | Клімат : Даймонд-Біч | Клімат : Даймонд-Біч | Клімат : Даймонд-Біч | Клімат : Даймонд-Біч | Клімат : Даймонд-Біч | Клімат : Даймонд-Біч | Клімат : Даймонд-Біч | Клімат : Даймонд-Біч | Клімат : Даймонд-Біч | Клімат : Даймонд-Біч | Клімат : Даймонд-Біч | Клімат : Даймонд-Біч |
| Показник                | Січ.                 | Лют.                 | Бер.                 | Квіт.                | Трав.                | Черв.                | Лип.                 | Серп.                | Вер.                 | Жовт.                | Лист.                | Груд.                | Рік                  |
| Середній максимум, °C   | 5,5                  | 6,4                  | 10,2                 | 15,2                 | 20,4                 | 25,4                 | 28,3                 | 27,6                 | 24,5                 | 18,9                 | 13,4                 | 8,2                  | 17,1                 |
| Середня температура, °C | 1,7                  | 2,7                  | 6,2                  | 11,2                 | 16,3                 | 21,5                 | 24,4                 | 23,8                 | 20,5                 | 14,7                 | 9,4                  | 4,3                  | 13,1                 |
| Середній мінімум, °C    | −2,2                 | −1,2                 | 2,2                  | 7,2                  | 12,2                 | 17,6                 | 20,5                 | 20,1                 | 16,6                 | 10,3                 | 5,3                  | 0,4                  | 9,1                  |
| Норма опадів, мм        | 85                   | 71                   | 106                  | 92                   | 91                   | 81                   | 96                   | 104                  | 83                   | 92                   | 82                   | 92                   | 1076                 |
| Вологість повітря, %    | 67.4                 | 66.5                 | 64.7                 | 63.0                 | 67.4                 | 71.9                 | 70.7                 | 73.3                 | 70.5                 | 69.1                 | 68.0                 | 67.7                 | 68.4                 |
| ----------------------- | -------------------- | -------------------- | -------------------- | -------------------- | -------------------- | -------------------- | -------------------- | -------------------- | -------------------- | -------------------- | -------------------- | -------------------- | -------------------- |
| Джерело: PRISM          |                      |                      |                      |                      |                      |                      |                      |                      |                      |                      |                      |                      |                      |

## Демографія
Згідно з переписом 2010 року, у переписній місцевості мешкало 136 осіб у 71 домогосподарстві у складі 46 родин. Густота населення становила 335 осіб/км².  Було 845 помешкань (2083/км²).
Расовий склад населення:
| - 100,0 % — білих |

До двох чи більше рас належало 0,0 %. Частка іспаномовних становила 0,0 % від усіх жителів.
За віковим діапазоном населення розподілялося таким чином: 6,6 % — особи молодші 18 років, 56,6 % — особи у віці 18—64 років, 36,8 % — особи у віці 65 років та старші. Медіана віку мешканця становила 60,4 року. На 100 осіб жіночої статі у переписній місцевості припадало 94,3 чоловіків;  на 100 жінок у віці від 18 років та старших — 86,8 чоловіків також старших 18 років.
Середній дохід на одне домашнє господарство  становив 99 806 доларів США (медіана — 105 000), а середній дохід на одну сім'ю — 109 827 доларів (медіана — 108 490). 
Цивільне працевлаштоване населення становило 92 особи. Основні галузі зайнятості: роздрібна торгівля — 54,3 %, оптова торгівля — 10,9 %, інформація — 8,7 %, освіта, охорона здоров'я та соціальна допомога — 8,7 %.